# Sumbava
Sumbava (Sumbawa) é uma ilha da Indonésia. Pertencente ao arquipélago das Ilhas menores de Sonda, Sumbava situa-se entre as ilhas das Flores, Sumba e Lomboque, separando-se desta última pelo estreito de Alas. De carácter vulcânico como as ilhas próximas, nela se encontra o vulcão Tambora, protagonista de uma importante erupção no século XIX.

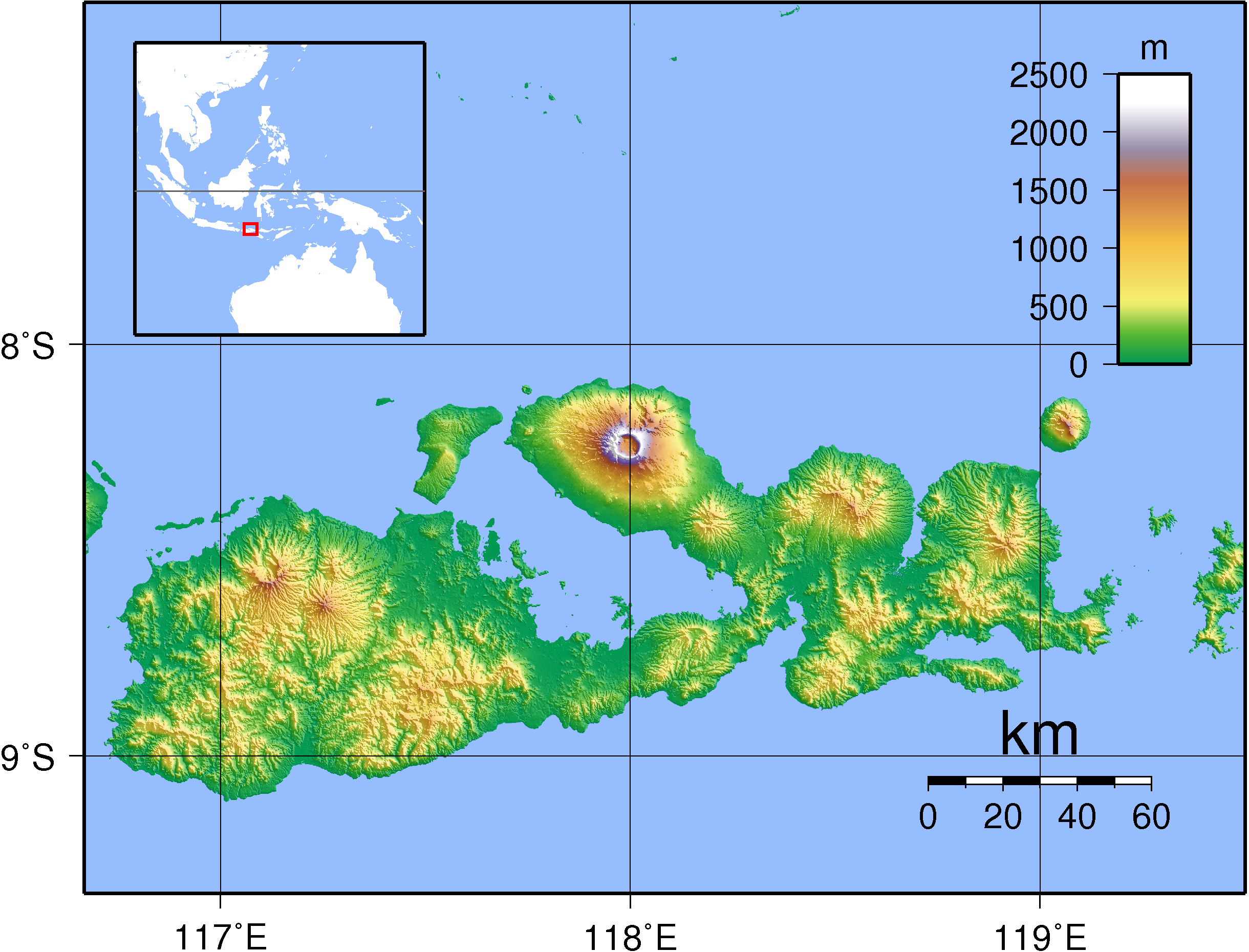
Mapa topográfico de Sumbava

Tem área de 15 214 km² (é a 57.ª maior ilha do mundo) e cerca de 1 400 000 habitantes. Em 1605 deu-se a chegada dos holandeses, que controlaram a ilha.
No censo nacional de 2010, os habitantes estavam repartidos do seguinte modo, de oeste para leste:
- Sumbava Barate: 114 951
- Sumbava: 415 789
- Dompu: 218 973
- Bima: 439 228
- Bima capital: 142 579